# Robert von Hornstein
Robert Freiherr von Hornstein, né le 5 décembre 1833 à Donaueschingen et décédé le 19 juillet 1890 à Munich est un noble et compositeur allemand.

## Biographie
Robert von Hornstein est issu de la famille noble souabe de Hornstein et hérite en 1861 de son père Ferdinand von Hornstein de ses possessions à Hohenstoffeln. Sa mère Emilie Kirsner est une sœur du pharmacien et homme politique Ludwig Kirsner, du Grand-duché de Bade.
Robert von Hornstein a grandi principalement à Donaueschingen. Son talent musical est rapidement reconnu par le politicien et mélomane Karl Egon II zu Fürstenberg. Il complète sa formation musicale pendant quelques années à Stuttgart, Dresde, Francfort et finalement à Munich. On le connaît comme un compositeur prolifique de chansons, ballets, opérettes et opéras. Parmi les auteurs de ses livrets on compte Paul Heyse, qui vit temporairement à Munich chez les Hornstein.
Hornstein se marie en 1860 avec Charlotte. Ils vivent en alternance à Munich et dans la maison familiale à Winkel, sur le Rhin moyen.
Son fils Ferdinand von Hornstein publie en 1911, une réponse à deux lettres de Richard Wagner qui critiquait son père.
Sa fille Charlotte (1861-1941) épouse en 1896 le peintre Franz von Lenbach, qui a réalisé un portrait de son père.
Sa fille Marion (1870-1948) épouse en 1890 un collectionneur d'art, Giorgio Franchetti Gioacchino (1865-1922).

## Quelques œuvres
- Der Blumen Rache, ballet
- Comme il vous plaira, opéra comique d'après Shakespeare, sur un texte de Paul Heyse)
- Adam et Eve, opérette, livret de Paul Hense, 1870
- Der Dorf-Advokat, opéra comique en Carl Treumann, 1872
- Terpsichore im Schattenreich, ballet en deux tableaux, 1878
- Deborah, opéra sur un livret de Salomon Hermann Mosenthal
- Glücklichen Bettlern, livret de Heyse